# Parnamirim
Parnamirim là một đô thị thuộc bang Pernambuco, Brasil. Đô thị này có diện tích 2598,5 km², dân số năm 2007 là 19785 người, mật độ 7,61 người/km².